# Roxey Ann Caplin
Roxey Ann Caplin (* 1793 in Kanada; † 2. August 1888 in Mortlake, Surrey) war eine englische Korsettmacherin, Erfinderin und Autorin. Ihre Werke gelten als wegweisend für die Kleiderreform-Bewegung.

## Leben

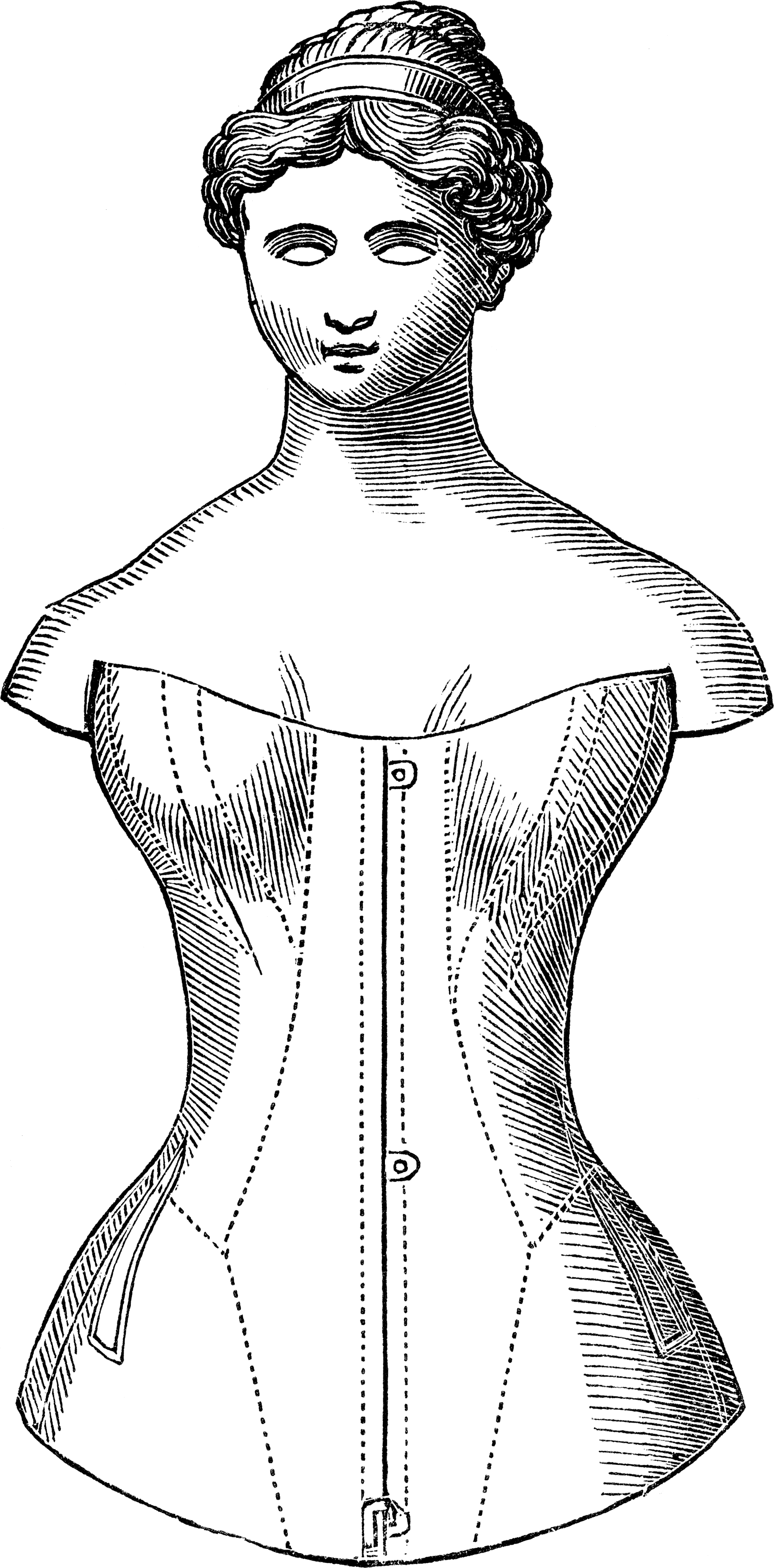
Von Roxey Ann Caplin entworfenes Korsett

Roxey Ann Caplin wurde als Tochter englischer Einwanderer in Kanada geboren. In den 1830er Jahren heiratete sie Jean François Isidore Caplin, der in Paris Medizin studiert hatte und Fehlentwicklungen der Wirbelsäule erforschte. Gemeinsam zogen sie nach London, wo Roxey Ann Caplin als Putzmacherin arbeitete.

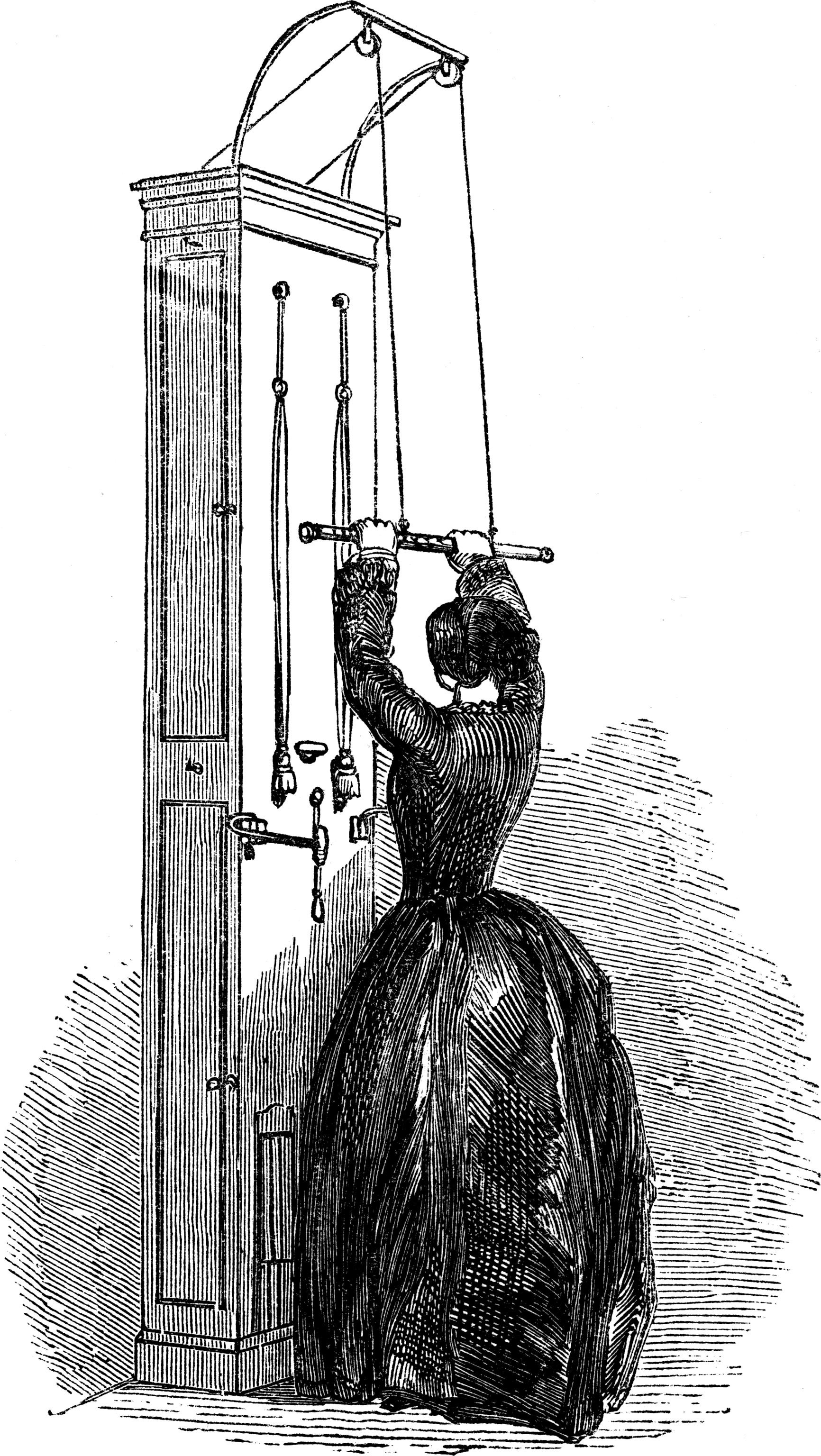
Empfohlene Übung für junge Frauen an einem von Jean François Isidore Caplin konstruierten Apparat

Sie profitierte von den medizinischen Kenntnissen ihres Ehemannes und entwickelte ein wirbelsäulenfreundliches Korsett, das sie 1849 – zunächst unter dem Namen ihres Mannes – patentieren ließ. 1851 wurde sie dafür auf der Londoner Industrieausstellung mit einem Preis ausgezeichnet. In den folgenden Jahren meldete sie insgesamt 24 Patente an.
1856 schrieb sie ihr erstes Buch, „Health and Beauty, or, Woman and Her Clothing“, in dem sie ausführlich auf die Gesundheitsschäden hinwies, die Frauen durch falsches und zu enges Schnüren von Korsetten erlitten. Sie machte die Notwendigkeit von Kleidungsstücken für Frauen deutlich, die weder durch ihre Konstruktion noch durch ihr Gewicht die Atmung, die Entwicklung der Muskulatur, eine gesunde Körperhaltung, den Blutkreislauf oder die Funktion von Organen einschränken. Kleidung müsse außerdem für beide Geschlechter genug Freiheit bieten, um den Körper durch Bewegung gesund zu halten.
Ihre Abhandlung „The Needle: its History and Utility“, die 1860 erschien, ist eine Kulturgeschichte der Nadel und des Nähens. Auch in diesem Werk erörtert Caplin, dass es bisher nie das Ziel von Kleidung, besonders nicht von Frauenkleidung gewesen sei, gesundheitsfördernd zu sein. Sie beklagt außerdem die Arbeitsbedingungen im Textilgewerbe und setzt ihre Hoffnung in die weitere Verbreitung der Nähmaschine. 1876 schrieb Caplin gemeinsam mit J. Mill das Buch Women in the Reign of Queen Victoria. Auch darin unterstreicht sie ein weiteres Mal ihre Forderung nach einer gesunden und praktischen Frauenkleidung.
Caplins Untersuchungen bildeten die Grundlage für eine neue Auseinandersetzung mit Frauenkleidung, in deren Folge 1881 die Rational Dress Society gegründet wurde, die die Einführung praktischerer Kleidung für Frauen zu ihrem politischen Ziel erklärte.
Exemplare der von Roxey Ann Caplin entworfenen Korsette befinden sich im Museum of London.

## Werke
- 1856: Health and Beauty: or, Woman and Her Clothing, Considered in Relation to the Physiological Laws of the Human Body. Ausgabe von 1864 (Wikisource).
- 1860: The Needle: its History and Utility.
- 1860: Woman and Her Wants; Four Lectures To Ladies.
- 1876: Women in the Reign of the Queen Victoria (mit J. Mill).